# Тингитанска Мавретанија
Тингитанска Мавретанија или Тингитанска Мауретанија (лат. Mauretania Tingitana) била је римска провинција која се налазила у северозападној Африци, на подручју данашње Краљевине Мароко и шпанских ексклава Сеуте и Мелиљe.
Главни град провинције је био Тингис (Tingis), данашњи Тангер. Поред њега по значају се још истицао град Волубилис (Volubilis). Након смрти Птоломеја од Мавретаније, последњег краља Мавретаније 40. године наше ере, римски император Клаудије је поделио територију Краљевства Мавретаније на две римске провинције — Тингитанску и Цезарејску Мавретанију. Провинција је трајала до доласка Вандала у северну Африку око 420 године наше ере.